# Temixco, Morelos
Temixco là một đô thị thuộc bang Morelos, México. Năm 2005, dân số của đô thị này là 98560 người.